# Ruger Model 77 rotary magazine
El Ruger 77/22 es un rifle de cerrojo de fuego anular recamarado en .22 LR, .22 WMR, y el .22 Hornet de fuego central. Tiene una cacerina rotativa desmontable y fue introducido en 1983, como la versión de fuego anular del Ruger M77.

## Variantes

### 77/17
El Ruger 77/17 ofrece diferentes opciones en calibre .17 como el .17 HMR, .17 Winchester Super Magnum y el .17 Hornet. A diferencia de otros modelos, el 77/17 no tiene alza y guion.

### 77/22
El 77/22 se comercializa en múltiples configuraciones y calibres .22 LR, .22 WMR y .22 Hornet. Todos las variables son fabricadas sin contar con miras abiertas.

### 77/357
El Ruger 77/357, recamarado en .357 Magnum. Presenta alza y guion.

### 77/44

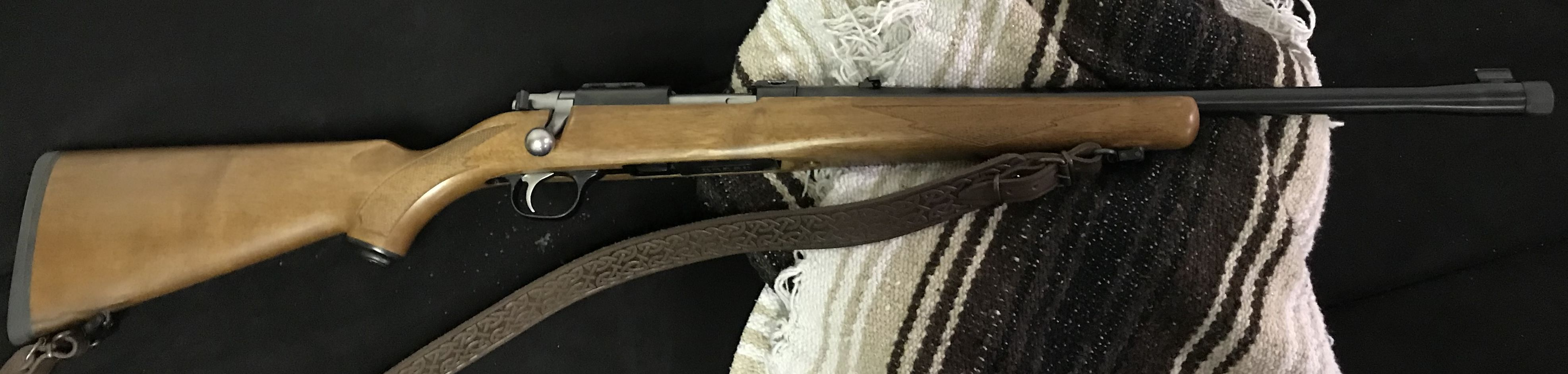
Variante de carabina Ruger 77/44, con culata de nogal.

Introducido en 1997, el Ruger 77/44, producido en calibre .44 Magnum.